# TSC1
Гамартин, также известный как туберозный склероз 1 — белок, кодируемый у человека геном TSC1.

## Функция
Этот периферийный мембранный белок известен как супрессор опухоли. Он образует комплекс с TSC2, который регулирует сигнализацию mTORC1 и может быть также вовлечен в везикулярный транспорт и стыковку.

## Клиническое значение
Дефекты в этом гене могут вызвать туберозный склероз в связи с функциональными нарушениями в гамартин-тубериновом комплексе. Дефекты в TSC1 также могут быть причиной фокальной кортикальной дисплазии. TSC1 также может быть вовлечен в защиту мозговых нейронов в СА3 области гиппокампа от воздействия инсульта.

## Взаимодействия
TSC1, как было выявлено, взаимодействуют с:
- AKT1,[3][4]
- NEFL,[5]
- PLK1,[6] и
- TSC2.[4][7][8][9][10][11][12][13][14][15][16][17][18][6][19][20][21][22][23]